# Euagathis ruficollis
Euagathis ruficollis är en stekelart som först beskrevs av Cameron 1899.  Euagathis ruficollis ingår i släktet Euagathis och familjen bracksteklar. Inga underarter finns listade i Catalogue of Life.